# Groot klimopmeniezwammetje
Het groot klimopmeniezwammetje (Nectria sinopica) is een schimmel behorend tot de klasse Nectriaceae. Het leeft saprotroof in loofbossen op dode takken van klimop (Hedera helix).